# Śniardwy
Śniardwy és el llac més gran de Polònia. Té una superfície de 113.8 km². Fa 22,1 km de llargada i 13,4 km d'amplada. La seva fondària màxima és de 23 metres. Conté 8 illes.

## Geografia
El llac Śniardwy es va formar quan es va enretirar la capa de glaç de la darrera glaciació. Entre les 8 illes es troben: Szeroki Ostrów, Czarci Ostrów, Wyspa Pajęcza, Wyspa Kaczor i d'altres. Als seus voltants hi ha les poblacions de Popielno, Głodowo, Niedźwiedzi Róg, Okartowo, Nowe Guty, Zdęgowo i Łuknajno.
Entre les seves moltes cales, dues reben noms com llacs separats: Warnołty i Seksty. Śniardwy connecta amb els següents llacs: Tuchlin, Łuknajno, Mikołajskie, Roś, Białoławki i Tyrkło. Està envoltat pel sistema de canals anomenat Kanały Mazurskie.